# بول رودريغيز
بول رودريغيز (بالإنجليزية: Paul Rodriguez)‏ (و. 1955 – م) هو ممثل أفلام، وممثل، وممثل تلفزيوني، من الولايات المتحدة الأمريكية.

## وصلات خارجية
- بول رودريغيز على موقع IMDb (الإنجليزية)
- بول رودريغيز على موقع ألو سيني (الفرنسية)
- بول رودريغيز على موقع ميوزك برينز (الإنجليزية)
- بول رودريغيز على موقع أول موفي (الإنجليزية)
- بول رودريغيز على موقع قاعدة بيانات الأفلام السويدية (السويدية)
- بول رودريغيز على موقع إن إن دي بي (الإنجليزية)
- بول رودريغيز على موقع قاعدة بيانات الفيلم (الإنجليزية)
- بول رودريغيز على موقع كينوبويسك (الروسية)